# Diecezja Udupi
Diecezja Udupi – diecezja rzymskokatolicka w Indiach. Została utworzona w 2012 z terenu diecezji Mangalore.

## Ordynariusze
- Gerald Isaac Lobo (od 2012)